# Jiraiya

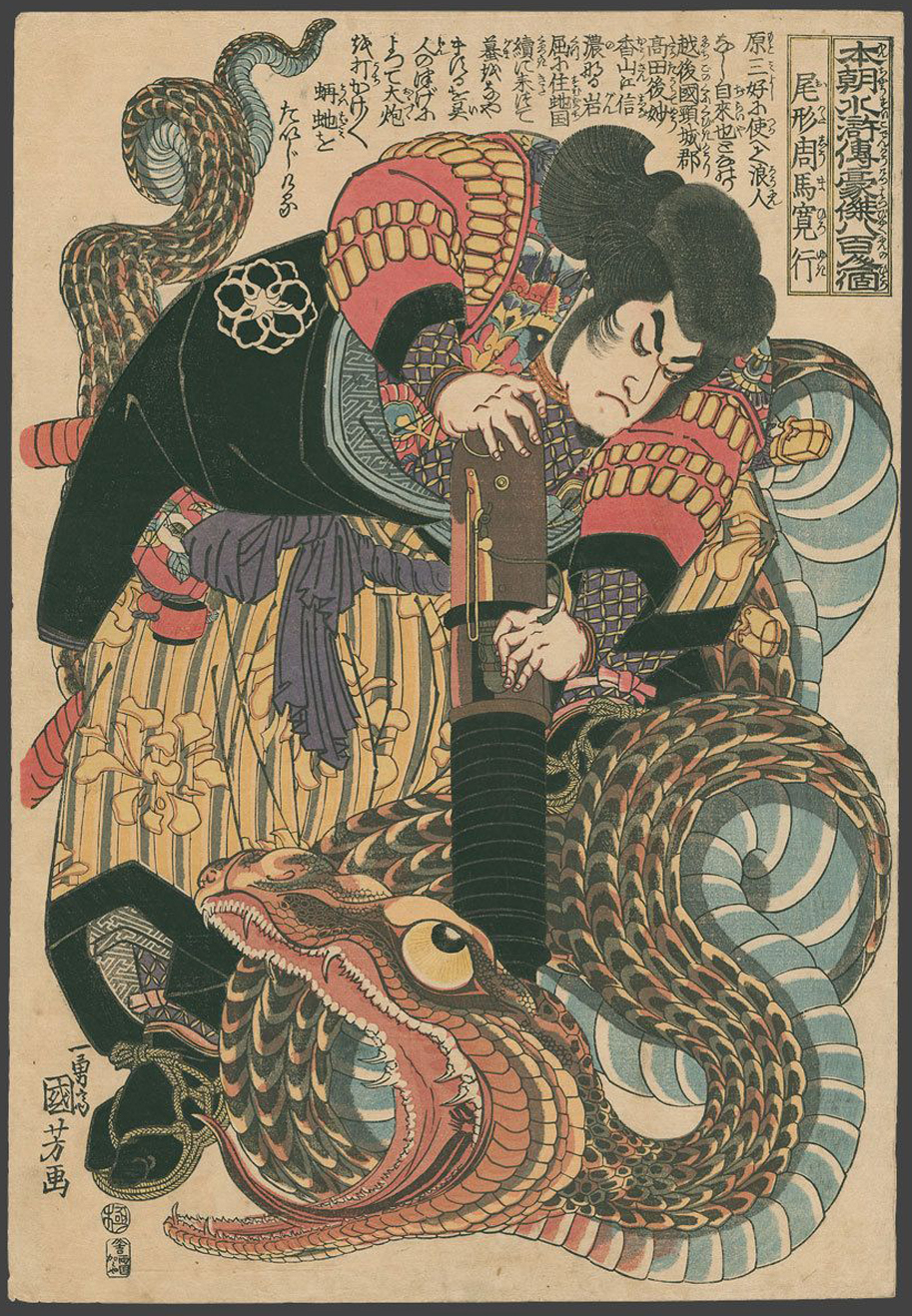
Ogata Shuma Hiroyuki später bekannt als Jiraiya, bewaffnet mit einem schweren Gewehr, besiegt eine riesige Schlange die seine Kröten erbeutet hat.

Jiraiya (japanisch 自来也 oder 児雷也, wörtlich „junger Donner“), ursprünglich bekannt als Ogata Shuma Hiroyuki, ist ein auf Kröten reitender Charakter der japanischen Folklore. Er ist die Hauptfigur der Erzählung Jiraiya Gōketsu Monogatari (児雷也豪傑物語, wörtlich „die Geschichte des gallanten Jiraiya“). Die Figur Jiraiya wurde von anderen Autoren in ihren Werken aufgegriffen.

## Japanische Folklore
Der zeitgenössischen japanischen Folklore zufolge ist Jiraiya ein Ninja, der sich mit Hilfe von Magie in eine riesige Kröte verwandeln kann. Er ist der Erbe des mächtigen Ogata-Clans aus Kyūshū und verliebt sich in Tsunade, eine wunderschöne junge Maid. Wie auch Jiraiya, kann Tsunade durch Magie die Gestalt einer Schnecke annehmen. In der Erzählung trifft Jiraiya auf seinen Erzfeind Yashagorō, später bekannt als Orochimaru, der sich ebenfalls der Magie bedient, um dadurch die Gestalt einer Schlange anzunehmen.
Heutzutage wird die Figur des Jiraiya untrennbar mit Ninjutsu und Fröschen assoziiert. Im Gegensatz dazu war sein erster Auftritt in der japanischen Erzählung jedoch der eines tapferen Diebes von zweifelhafter Ehre (義賊 Gizoku).  Verantwortlich für den Wandel der heutigen Interpretation der Geschichte, ist der Übergang von der mündlichen Erzählung zur Romanform. Maßgeblich beeinflusst wurde dies durch den Buchhandel zwischen Edo und Osaka, bei dem sich zur Bildung von Erzählungen an den Druckausgaben von Kabuki-Bühnenspielen orientiert wurde. Begünstigt durch die Wechselbeziehungen zwischen Literatur und den Bühnenspielen, erlebte die Geschichte des Jiraiya im Laufe der Zeit deutliche Veränderungen, die zur heutigen Darstellung der Geschichte führte.

### Adaptionen des 19. Jahrhunderts

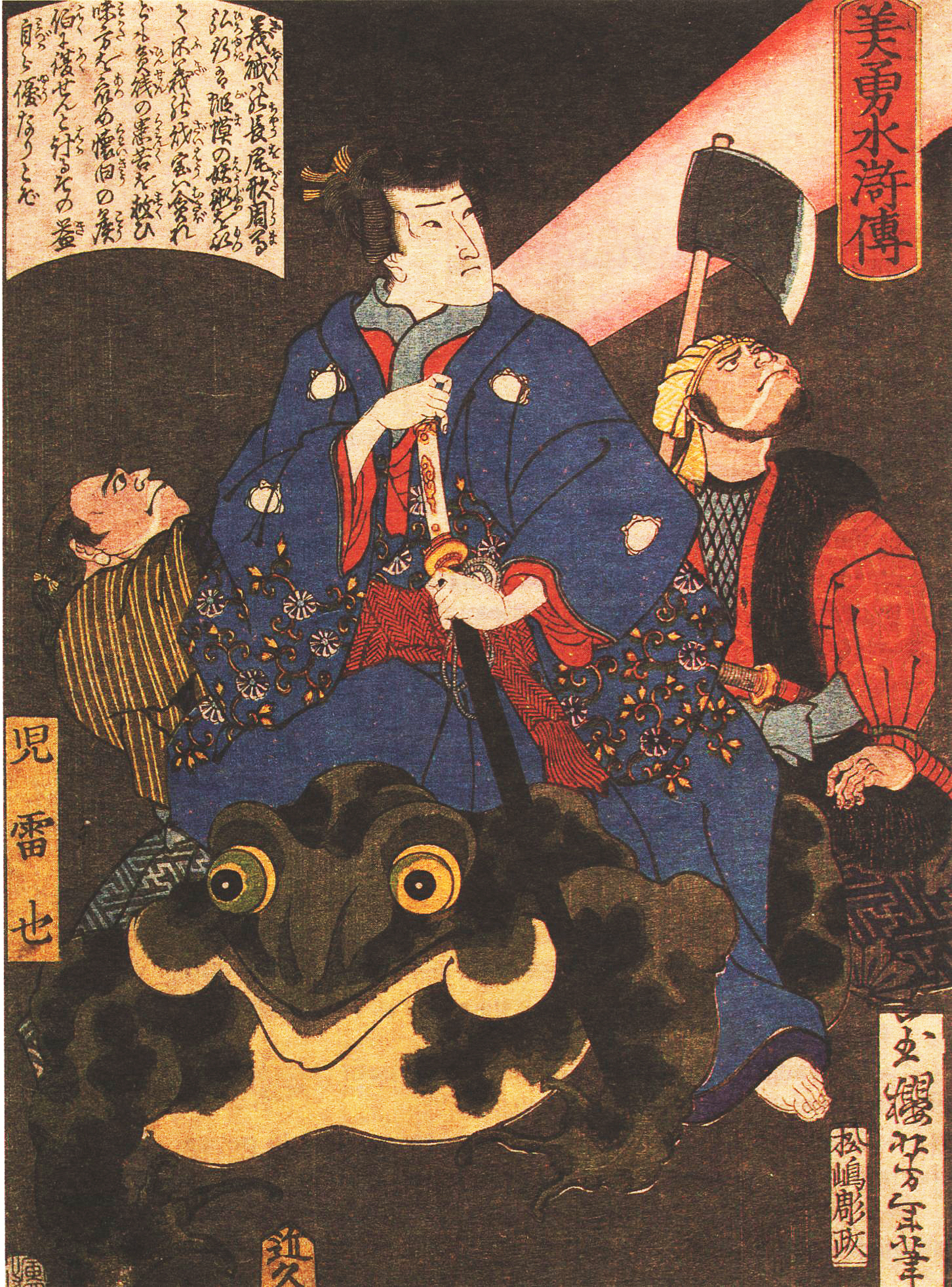
Jiraiya auf einer Riesenkröte reitend, dargestellt in einem Druck aus dem Jahr 1866 von Yoshitoshi

- Eine neuartige Version der Geschichte wurde von verschiedenen Autoren verfasst und in 43 Ausgaben von 1839 bis 1868 veröffentlicht. Einer der Illustratoren war der bekannte Holzschnittkünstler Utagawa Kunisada.[4]
- Kawatake Mokuami schrieb ein Kabuki-Drama, das auf den ersten zehn Teilen des Romans basiert und 1852 in Edo uraufgeführt wurde. Die Hauptrolle des Jiraiya spielte Ichikawa Danjūrō VIII.[4]

## Jiraiya in der Populärkultur
Besonders in der Populärkultur diente die Figur des Jiraiya als Vorlage für viele Charaktere. Zu den Bekanntesten gehören:
- Jiraiya (auch bekannt als Ikazuchimaru) ist der Protagonist im Film Kairyū Daikessen (engl. „Magic Serpent“) von 1966. Er und sein Feind Orochimaru verwandeln sich in zwei Daikaiju, eine Kröte und einen Drachen, und bekämpfen einander bis zum Tod. Tsunade ist seine Liebhaberin.[5]
- Es existieren unter anderem die Filme Jiraiya (1914), Nidaime Jiraiya (1917), Jiraiya Gōketsu Tan (1918), Gōketsu Jiraiya (engl. „Jiraiya the Hero“, 1921), Jiraiya (auch bekannt als Ninjutsu Sanyō Den, 1937), Hibari Torimonochō: Jiraiya Koban (1958) und Kunoichi Ninpō Chō: Jiraiya Hishō (1995).
- In Naruto, einer beliebten Manga- und Anime-Fernsehserie, erscheint Jiraiya in der Serie als Ninja mit der Fähigkeit, riesige Kröten zu beschwören. Zusammen mit Tsunade und Orochimaru ist er Teil eines Trio von legendären Ninjas, bekannt als Densetsu no Sannin (dt. „Legendäre drei Ninja“).